# Ginshachia bronacha
Ginshachia bronacha är en fjärilsart som beskrevs av William Schaus 1928. Ginshachia bronacha ingår i släktet Ginshachia och familjen tandspinnare. Inga underarter finns listade i Catalogue of Life.

## Bildgalleri

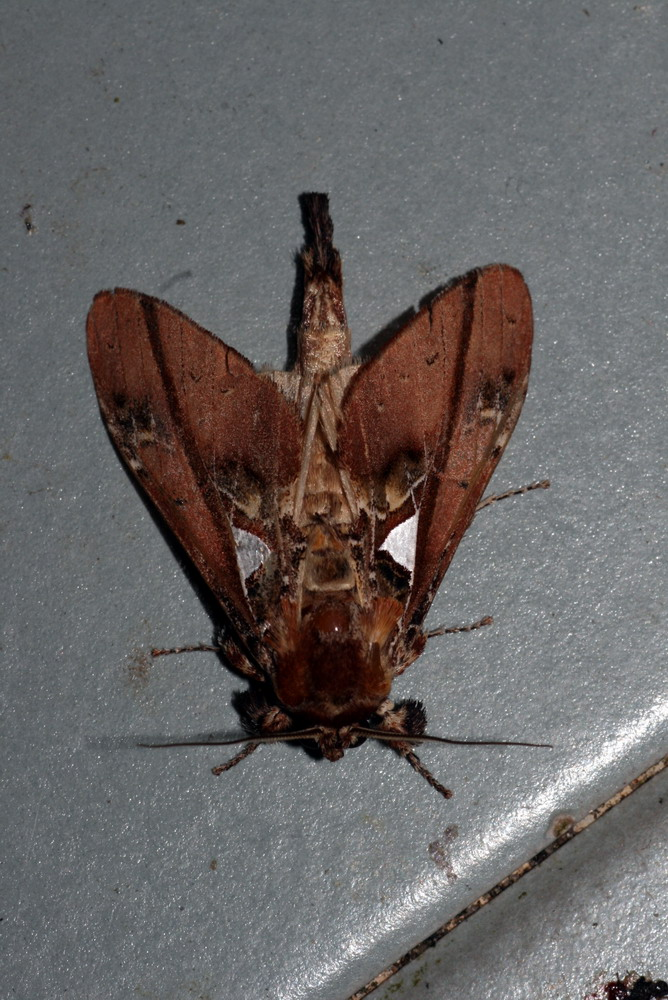